# Бокоч, Василий Андреевич
Василий Андреевич Бокоч (укр. Василь Андрійович Бокоч , 1 марта 1945, Ольховцы — 26 апреля 2024, Киев) — украинский певец (баритон). Заслуженный артист Украины. Народный артист Украины (2008). Лауреат Республиканского конкурса вокалистов (Киев, 1973).

## Биография
Творческий путь начал в декабре 1961 года, когда был принят на работу артистом Черкасского народного хора. С мая того же года он стал солистом и работал в хоре до 1964 года, когда был призван на службу в армию, которую проходил в Ансамбле песни и танца Киевского военного округа. После срочной службы работал солистом ансамбля и одновременно учился в Киевской консерватории.
В 1973 окончил Киевскую консерваторию (класс профессора Д. Г. Евтушенко) по специальности — оперно-концертный певец.
В 1971 — гастролировал в Великобритании.
В 1973 завоевал золотую медаль «Х Всемирного фестиваля молодежи и студентов» в Берлине (1973). В этом же году стал лауреатом Республиканского конкурса современной песни (I премия).
В 1973—1977 гг. — солист Центрального ансамбля советских войск в Германии. Снялся в фильме киностудии «Дефа», где пел в сопровождении симфонического оркестра г. Лейпцига — арию Евгения Онегина из одноименной оперы П. Чайковского. а также русские романсы. Выступал в концертной программе Интервидение телепередачи «Золотая нота» (ГДР).
В 1978 был солистом мужской капеллы имени Льва Ревуцкого.
С ноября 1978 — солист Украинского радио и телевидения. Мастер вокально-сценического мастерства. Умелый интерпретатор произведений украинских композиторов.
Первый исполнитель многих произведений украинской и национальной классики, в частности, камерных произведений Ф. Листа, И. Брамса, Ф. Шуберта, Р. Шумана, М. Лысенко, В. Костенко, Б. Лятошинского, Л. Ревуцкого; авторские и народные песни: опера «Опришки» П. Омельчука, где Василий Бокоч исполнил главную партию Довбуша, фольккантата из трёх частей на темы чумацких народных песен В. Рунчака, другие произведения.
Записал в фонды Украинского радио около 500 произведений, издал 2 аудиокассеты украинских народных песен и романсов (в Канаде).
О Василии Бокоче снято 3 телефильма: «Песни к отцу», «Романсы Ю. Мейтуса», «Поёт В. Бокоч». Выступал с гастролями в странах Европы и Америки.
Преподавал в университете им. Гринченко, киевском национальном университете культуры и искусств.